# Джордж Ньюберрі
Джордж Ньюберрі (англ. George Newberry, 6 березня 1917 — 29 грудня 1978) — британський велогонщик.
Бронзовий призер Олімпійських Ігор 1952 року в командній гонці переслідування.